# 格倫峰 (勒蓬廷山)
46°40′39.2″N 9°01′21.8″E / 46.677556°N 9.022722°E
格倫峰（Piz Gren），是瑞士的山峰，位於該國東南部，由格勞賓登州負責管轄，屬於阿爾卑斯山中勒蓬廷山的一部分，該山峰海拔高度2,890米。